# 타인찌현 (하노이)
타인찌현(베트남어: Huyện Thanh Trìhn=縣靑池)은 베트남 하노이의 행정 구역이다. 면적은 63.17km2이다.

## 지리
타인찌현은 하노이 중심의 남쪽에 위치해 있다. 타인찌현은 복잡한 경계를 가지고 있다. 남쪽으로는 트엉띤현, 남서쪽으로는 타인오아이현, 하동군과 타인쑤언군의 북서, 호앙마이군의 북쪽, 자럼현의 북동쪽과 경계를 접하며, 남동쪽으로는 흥옌성이 있다. 현의 동쪽에는 홍강이 자연 경계를 이루고 있으며, 작은 강, 습지, 인조저수지 등이 많이 있는 지역이다.

## 행정구역
타인찌현은 1개의 티쩐(市鎭)과 15개의 싸(社)를 관할하고 있다. (티쩐은 대한민국의 읍 규모, 싸는 마을 정도에 해당한다.)

### 티쩐
- 반디엔 (Văn Điển /文典)

### 싸
- 타인리엣 (Thanh Liệt /清烈)
- 동미이 (Đông Mỹ /東美)
- 옌미 (Yên Mỹ / 安美)
- 주옌하 (Duyên Hà / 沿河)
- 땀히엡 (Tam Hiệp / 三協)
- 뚜히엡 (Tứ Hiệp / 四協)
- 응우히엡 (Ngũ Hiệp / 五協)
- 응옥호이 (Ngọc Hồi /玉洄)
- 빙꾸인 (Vĩnh Quỳnh /永瓊)
- 따타인오아이 (Tả Thanh Oai /左靑威)
- 다이앙 (Đại Áng /大盎)
- 반푹 (Vạn Phúc / 萬福)
- 리엔닌 (Liên Ninh /連寧)
- 휘우호아 (Hữu Hòa / 有和)
- 떤찌에우 (Tân Triều / 新潮)

## 교통
국도 제1A호선과 남북선이 타인찌현을 통과한다. 타인찌현 내의 강에는 다리가 하나도 없었으며 보트와 소형 페리의 도움으로 강을 건너야 했다. 타인찌현의 호앙마이에서 자럼현의 동주를 연결하는 총길이 3,084m의 타인찌 대교는 2002년 시작하여, 2008년에 완공되어 개통되었다.